# Lanshoumen
Il Lanshoumen (拦手门, Scuola delle Mani che Bloccano) è uno stile di arti marziali cinesi. Si racconta che fosse popolare sia nel Nord che nel Sud della Cina. È considerato un ramo dello Shaolinquan. Si utilizza anche Lanshouquan (拦手拳, Pugilato Lanshou).
Circa tra la fine della dinastia Ming e l'inizio della dinastia Qing, un certo Zheng Tianxing (郑天兴) della provincia di Henan si trasferì a Tianjin dove abitò presso il tempio del grande re (大王庙 Dawang miao) in Dazhizhan (大直沾) nella parte est della città. Qui insegnò il proprio stile a numerosi discepoli. Famosi maestri di questo stile sono Li Jinggang (李金刚), Yu Dequan (于德泉), Wang Haishan (王海山).

## Paoquan (炮拳, Pugilato Cannone)
Due maestri di Sesta Generazione, Liu Changhai (刘长海) e Chen Lianfang (陈连芳) hanno creato un proprio stile, che hanno chiamato Paoquan, unendo Caoquan (操拳), Lanshoumen e Fanquan(翻拳).

## Taolu
- Il Sitao Muquan (四套母拳, quattro sequenze di pugilato di origine) è considerato il Taolu unico ed originale del Lanshouquan. In seguito Liu Wanfu (刘万福), un maestro di settima generazione, ha elaborato il Sitao Muquan in Ershiliu Zhao (三十六招, 36 mosse o espedienti) che sono tecniche di combattimento pratico.
- Questo è l'elenco delle forme a mano nuda: Lanshouquan (拦手拳); Caoquan (操拳); Fanquan (翻拳); Paoquan (炮拳).
- Questo è l'elenco delle forme con armi: Babu dao (跋步刀); Lanmen jian (拦门剑); Panlonggun (盘龙棍); Lanmen qiang (拦门枪); Simenqiang (四门枪); Wansheng shuangdao (万胜双刀); Lanmajue (拦马撅); Wuzhi Meihua Duo (五指梅花夺); ecc.

## Diffusione
Durante il periodo Repubblicano (1911-1949) il Lanshouquan si è diffuso, oltre che a Tianjin, nella provincia di Sichuan e a Shanghai.